# Montenero
Montenero is een plaats (frazione) in de Italiaanse gemeente Todi.